# Rada Ustawodawcza Australii Południowej
South Australian Legislative Council (Rada Ustawodawcza Australii Południowej) – izba wyższa parlamentu stanowego Australii Południowej. Składa się z 22 członków wybieranych na ośmioletnią kadencję, przy czym co cztery lata odnawiana jest połowa składu. Wybory odbywają się z zastosowaniem zasady pojedynczego głosu przechodniego. W przypadku wygaśnięcia mandatu jednego z członków (z powodu jego śmierci lub rezygnacji), osoba mająca dokończyć jego kadencję jest wybierana na wspólnym posiedzeniu obu izb parlamentu stanowego. Rada uważana jest za najsilniejszą pod względem pozycji ustrojowej spośród wszystkich stanowych izb wyższych w Australii.
Rada powstała w 1840. Początkowo była w całości powoływana przez gubernatora i służyła mu jedynie radą. Od 1851 była w większości wybieralna, zaś w 1857 - gdy Australia Południowa uzyskała autonomię jako kolonia brytyjska - stała się jedną z izb jej parlamentu.